# Tatort: Renis Tod
Renis Tod ist ein Fernsehfilm aus der Krimireihe Tatort der vom Hessischen Rundfunk (HR) unter der Regie von Heinz Schirk produziert und am 31. Januar 1993 im Programm Das Erste zum ersten Mal gesendet wurde. Es handelt sich um die 270. Tatort-Folge und den neunten Fall des Frankfurter Kriminalhauptkommissars Edgar Brinkmann.
Brinkmann ermittelt in einem Mordfall, bei dem ein als Unfall getarnter Mord ans Licht kommt.

## Handlung
Gila Abt besitzt zusammen mit Horst Fese ein Bauunternehmen, bei dem auch ihr Mann Alfred angestellt ist. Diesem ist nicht entgangen, dass seine Frau ein Verhältnis mit ihrem Geschäftspartner hat. Gisela will ihren Mann sogar verlassen, aber er befürchtet, dass Fese sie nur unglücklich machen wird. Den Gerüchten zufolge soll es auch ein Abenteuer mit Reni, einer kleinen Angestellten geben. Alfred Abt will seine Frau nicht kampflos aufgeben. Er setzt Fese unter Druck und droht eine Steuerhinterziehung anzuzeigen, wenn er Gila nicht in Ruhe lassen würde.
Am nächsten Tag nutzt Fese seine Chance. Als Abt sich auf der Baustelle zu weit an ein Fenster stellt, stößt er ihn hinunter. Daraufhin wird Fese von Reni Laube angerufen, die ihm mitteilt, dass sie ihn bereits vor dem Unfall auf der Baustelle gesehen hätte und damit seine Aussage bei der Polizei offensichtlich gelogen war. Am nächsten Tag wird Reni tot aufgefunden. Da es in der Nacht stark geregnet hatte, können keinerlei Spuren gesichert werden. Allerdings ergeben sich Zusammenhänge mit dem Unfall in der Baufirma, denn Reni war dort angestellt und Brinkmann findet heraus, dass Fese eine Affäre mit ihr hatte.
Kommissar Brinkmann spricht mit Renis Freund Frank Sattler, der massiv verdächtig ist und die Aussage verweigert. Er war zuletzt mit ihr zusammen und hatte nachweislich eine Auseinandersetzung mit ihr. Er ist zwar als sehr sensibel und introvertiert bekannt, doch besorgt er sich eine Pistole und begibt sich selber auf Spurensuche, um den Mörder seiner Freundin zu finden. Da er von der Affäre mit Renis Chef erfahren hatte, hält er ihn für den Täter und schießt kurzerhand auf ihn. Nachdem er ihn verfehlt, lauert er ihm in einer Tiefgarage auf. Dort bedroht er Fese, wo er mittlerweile Skrupel bekommt und nicht schießt. Im Gegenzug macht ihn Fese auf ein defektes Rücklicht am Auto seines Vaters aufmerksam. Dieses Auto wäre ihm in der Mordnacht begegnet, da er auf Reni gewartet hatte und sie in dieses Auto hatte einsteigen sehen.
Aufgrund einer Aussage gerät der Schausteller Gustav Zach in Verdacht, der bereits aktenkundig und wegen Körperverletzung vorbestraft ist. Allerdings kann er nicht weiter verhört werden, da er wegen einer erneuten Auseinandersetzung ins Krankenhaus eingeliefert wurde und dort verstirbt. Es findet sich ein Beweis, der den Mann so belastet, dass er als Mörder ernsthaft in Betracht kommt. Doch Brinkmann findet heraus, dass Franks Vater den Beweis offensichtlich manipuliert hatte, um von seinem Sohn abzulenken. Somit bleibt Frank Sattler weiter unter Verdacht. Dieser will nun seinen Vater zur Rede stellen, wieso er Reni in seinem Wagen mitgenommen hätte. Dieser äußert sich, dass sie ihren Bus verpasst hatte und er sie nur mitnehmen wollte. Frank glaubt ihm nicht und droht zur Polizei zu gehen. Er steigt wütend auf sein Motorrad und beachtet die Vorfahrt nicht. Schwer verletzt wird er ins Krankenhaus gebracht, wo sein Vater ihm gesteht, dass die attraktive Reni ihn so erregt hätte, dass er sich an ihr vergreifen wollte. Doch sie hätte sich gewehrt und wäre mit dem Kopf auf einen Stein geschlagen. Am Ende seines Geständnisses stirbt sein Sohn.
Gila Abt kommt allmählich dahinter, dass Fese ihren Mann umgebracht hat. Es gibt sogar einen Zeugen, der mit angesehen hatte, wie Fese seinen Rivalen in die Tiefe gestoßen hatte. Brinkmann wird informiert und verhaftet Horst Fese.

## Rezeption

### Einschaltquoten
Die Erstausstrahlung von Renis Tod am 31. Januar 1993 erreichte für Das Erste einen Marktanteil von 36,30 Prozent und wurde in Deutschland von 12,85 Millionen Zuschauern gesehen.

### Kritiken
Die TV-Spielfilm-Fernsehzeitung meint in diesem Tatort erfolgt die „Tätersuche im leider zu behäbigen Tempo.“ Es ist eine „betuliche Mörderjagd, bei der nur die Elsner glänzt.“